# Paredes de Nava
Paredes de Nava ist eine nordspanische Kleinstadt und Hauptort einer Gemeinde (municipio) mit 1.911 Einwohnern (Stand: 2024) in der Provinz Palencia in der Autonomen Gemeinschaft Kastilien-León.

## Lage und Klima
Die Kleinstadt Paredes de Nava liegt unweit des Canal de Castilla in der Region Tierra de Campos auf der kastilischen Hochebene in einer Höhe von ca. 785 m. Die Provinzhauptstadt Palencia befindet sich etwa 25 km (Fahrtstrecke) südöstlich; die Großstadt Burgos ist etwa 100 km in nordöstlicher Richtung entfernt. Das Klima im Winter ist durchaus kalt, im Sommer dagegen warm bis heiß; die eher spärlichen Regenfälle (ca. 420 mm/Jahr) fallen überwiegend im Winterhalbjahr.

## Bevölkerungsentwicklung
| Jahr      | 1857 | 1900 | 1950 | 2000 | 2021 |
| Einwohner | 4769 | 4676 | 4836 | 2428 | 1875 |

Die  Reblauskrise im Weinbau, die Mechanisierung der Landwirtschaft und die Aufgabe bäuerlicher Kleinbetriebe („Höfesterben“) haben seit den 1950er Jahren zu Arbeitslosigkeit und einem deutlichen Absinken der Bevölkerungszahlen auf dem Lande geführt („Landflucht“).

## Wirtschaft
Die Landwirtschaft spielte seit jeher die wichtigste Rolle für die Bevölkerung der Region, doch bereits im Mittelalter entwickelten sich auch Handwerk, Handel und das Dienstleistungsgewerbe. Mehrere Kirchenbauten führten seit dem ausgehenden 15. Jahrhundert zu einem Aufblühen der Kunst und des Kunsthandwerks. Im 18. Jahrhundert wurde der Ort in die Planungen für den Canal de Castilla eingeschlossen. Es gibt mehrere kleine Verarbeitungsbetriebe für Lebensmittel und einen Bahnhof. In der zweiten Hälfte des 20. Jahrhunderts hat auch der Tourismussektor größere Bedeutung erlangt.

## Geschichte
In vorrömischer Zeit gehörten die Region und die Stadt Intercatia zum Siedlungsgebiet des keltischen Volksstamms der Vaccäer; später kamen Römer und Westgoten. Im 8. Jahrhundert wurde das Gebiet von den Mauren überrannt, doch bereits im 9. Jahrhundert eroberten asturisch-leonesische Heere die Gebiete nördlich des Duero zurück (reconquista). Ende des 10. Jahrhunderts machte der maurische Heerführer Almansor die christlichen Erfolge vorübergehend wieder zunichte, aber im 11. Jahrhundert dehnte das Königreich León sein Herrschaftsgebiet erneut bis zur Duero-Grenze aus. Nach vorangegangenen Versuchen vereinigte sich León im Jahr 1230 endgültig mit dem Königreich Kastilien. Bereits im 12. Jahrhundert erhielt die Stadt zahlreiche Privilegien (fueros), wodurch ihre Einwohnerzahl und ihre Bedeutung zunahm, so dass sie mit einer – heute weitgehend verschwundenen – Stadtmauer (muralla) umgeben wurde. Um das Jahr 1240 kam die Kleinstadt durch Verkauf in den Besitz des Calatravaordens, doch bereits unter Sancho IV. wurde sie Königsgut (realengo). Im Jahr 1452 erhob Johann II. von Kastilien der Ort zum Sitz einer Grafschaft, welche fortan zum Haus Lara gehörte.

## Sehenswürdigkeiten

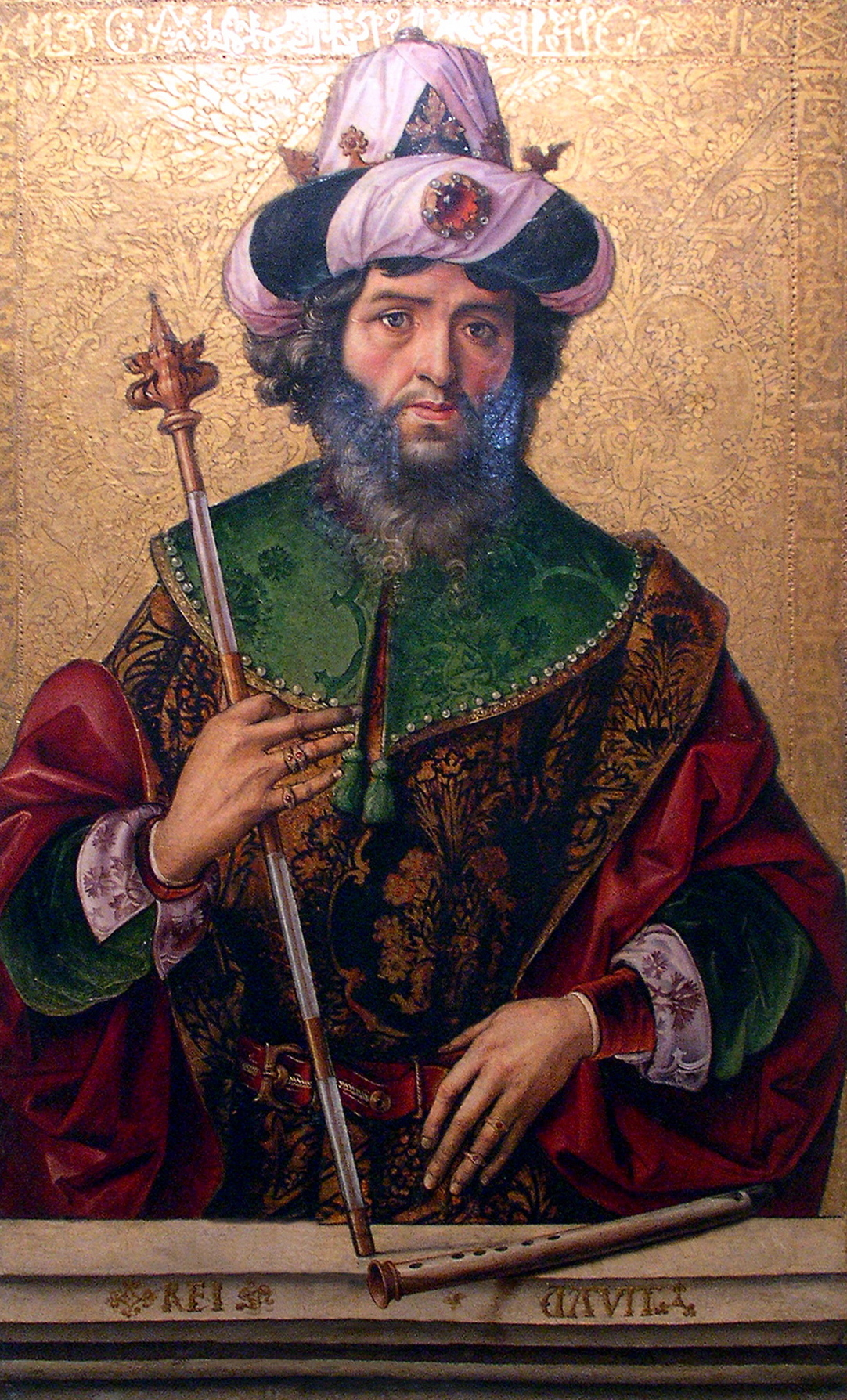
Pedro Berruguete – König David (Predella der Kirche Santa Eulalia)

- Das historische Stadtzentrum mit seinen von Gassen und Straßen sowie den Kirchen und Konventen ist durchaus sehenswert. Einige Häuser haben zur Straße hin orientierte Laubengänge im Erdgeschoss.
- Auf dem höchsten Punkt der Stadt erhebt sich die spätgotische Iglesia de Santa Eulalia; ihr Glockenturm (campanario) zeigt noch romanische Teile. Das dreischiffige Innere der Hallenkirche wird von Sterngewölben überspannt und endet in der Hauptapsis mit ihrem vom Bildhauer Esteban Jordán geschaffenen Altarretabel (retablo) aus der Zeit der Spätrenaissance; in der Predella des Retabels finden sich sechs Propheten-Gemälde des hier geborenen Malers Pedro Berruguete. In der Kirche befindet sich heute ein Museum für religiöse Kunst.[5]
- Die Iglesia de Santa María entstand im Jahr 1412 auf den Fundamenten einer jüdischen Synagoge.
- Das gotische Portal der Iglesia de San Juan Bautista stammt noch aus dem 13. Jahrhundert; die Kirche selbst wurde im 15. Jahrhundert umgebaut, ist aber – nach dem Einsturz des Daches – heute eine Ruine.
- Das heute als Altenheim dienende Hospital de San Marcos ist das letzte von einst drei Pflegeanstalten in Paredes.
- Der dem Mudéjarstil zugehörige Convento de Santa Brígida ist eine Gründung des Brigitten-Ordens aus dem Jahr 1667.
- In unmittelbarer Nachbarschaft steht der ehemalige Franziskaner-Konvent.
- Mehrere Kleinkirchen (ermitas) bereichern das Ortsbild. Die Ermita del Cristo de la Vera Cruz zeigt im Äußeren reinste Mudéjar-Architektur.

## Bedeutende Persönlichkeiten
- Jorge Manrique (ca. 1440–1479), Dichter
- Pedro Berruguete (ca. 1450–1504), Maler
- Alonso Berruguete (ca. 1490–1561), Maler, Bildhauer und Architekt
- Inocencio Berruguete (ca. 1520–ca. 1575), Bildhauer